# Morl

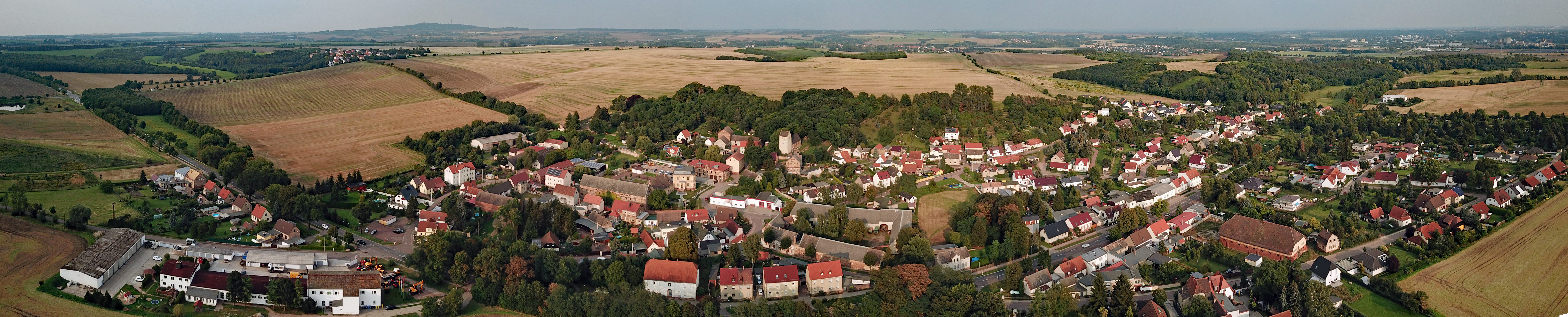
Luftbildpanorama von Morl

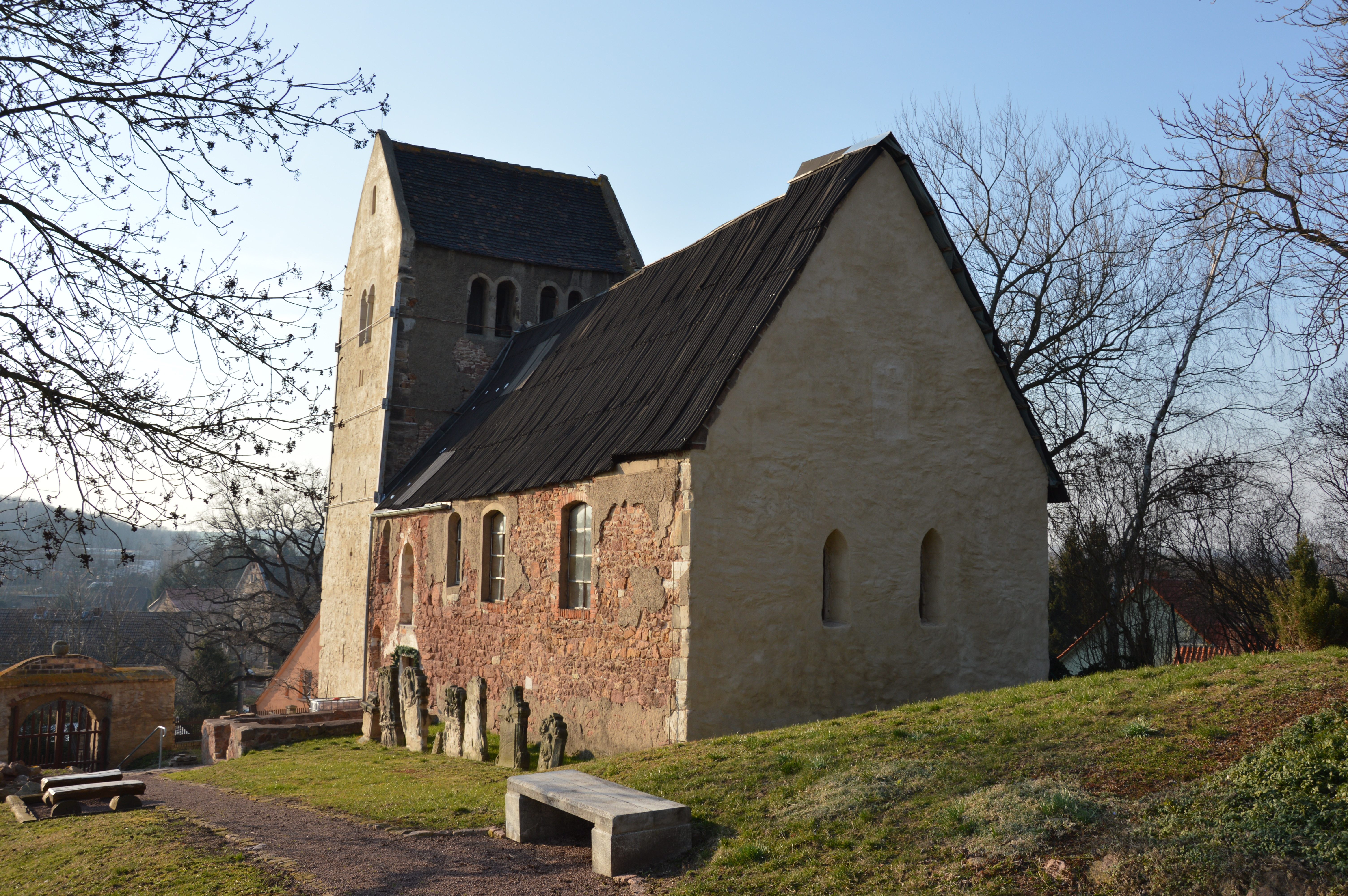
Kirche in Morl

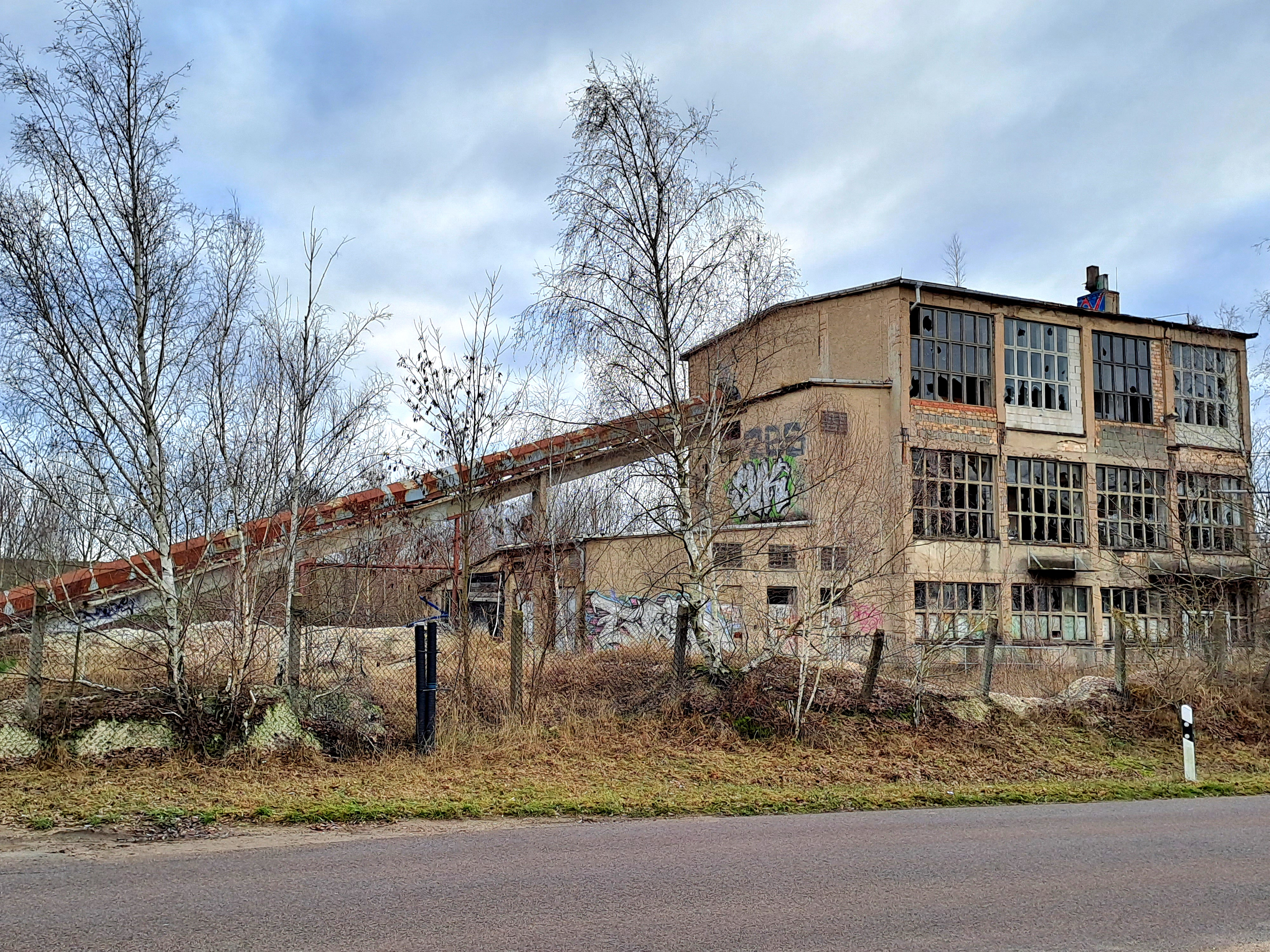
Ehemaliges Kaolinwerk Möderau, 2023

Morl ist eine Ortschaft der Gemeinde Petersberg im Saalekreis in Sachsen-Anhalt (Deutschland). Sie besteht aus den Ortsteilen Alaune, Beidersee, Morl und Möderau.

## Geografie
Die Ortschaft liegt etwa 5 km nördlich von Halle (Saale) und etwa zwei Kilometer von der Saale entfernt. Die Gemarkung Morl befindet sich überwiegend in der sogen. Franzigmark, einem Teilgebiet des FFH-Gebietes „Porphyrkuppenlandschaft nordwestlich Halle“. Das Areal wurde 2011 und 2014 von der NABU-Stiftung gekauft, um es unter Schutz zu stellen. Das FFH-Gebiet ist wiederum Teil des Naturparks Unteres Saaletal.

## Geschichte
Bereits in vorgeschichtlicher Zeit siedelten sich in der Gemarkung Morl Menschen an. Davon zeugen neolithische Grabfunde aus der Zeit der Schnurkeramik.
Das Dorf entstand auf dem höher gelegenen Areal des Kirchbergs und lag unmittelbar am mittelalterlichen Handelsweg von Halle über Könnern nach Halberstadt und Braunschweig.
Morl gehörte zum Amt Giebichenstein im Saalkreis des Erzstifts Magdeburg. Mit dessen Angliederung an Preußen gehörte der Ort ab 1680 zum brandenburg-preußischen Herzogtum Magdeburg.
Im 17. Jahrhundert entstand aus mehreren Sattel- und Freihöfen ein Rittergut, das 1785 eine Fläche von 60 ha umfasste. Weitere Flächen wurden von vier Halbspännern und 15 Kossaten bewirtschaftet.
Mit dem Frieden von Tilsit wurde der Ort im Jahr 1807 dem Königreich Westphalen angegliedert und dem Distrikt Halle im Departement der Saale zugeordnet. Er gehörte zum Kanton Wettin. Nach der Niederlage Napoleons und dem Ende des Königreichs Westphalen befreiten die verbündeten Gegner Napoleons Anfang Oktober 1813 den Saalkreis. Bei der politischen Neuordnung nach dem Wiener Kongress 1815 wurde Morl im Jahr 1816 dem Regierungsbezirk Merseburg der preußischen Provinz Sachsen angeschlossen und dem Saalkreis zugeordnet.
Zu Anfang des 19. Jahrhunderts erweiterte sich der Ort entlang der Straße nach Westen aufgrund des Ausbaus des Weges zur Chaussee Halle–Bernburg–Magdeburg. Ein wirtschaftlicher Aufschwung war durch den Braunkohle- und Kaolinabbau im 19. Jahrhundert zu verzeichnen. Braunkohle wurde in den Gruben Rosina (1813–1833), Alwine (1857–1868) und v. a. in der Grube Auguste (1861–1912) abgebaut. Kaolin, die weiße Tonerde für die Porzellan- und Keramikindustrie, wurde schon seit dem Ende des 18. Jahrhunderts  in den Gruben am Fuchsberg gewonnen. 1818 erfolgte die Gründung des Kaolinwerkes bei Möderau, das bis in die 1990er Jahre betrieben wurde.
Am 20. Juli 1950 erfolgte die Eingemeindung von Beidersee und Möderau.
In der DDR-Zeit hatte in Morl die LPG (T) „Friedrich Engels“ ihren Sitz. Die LPG (P) Nauendorf bewirtschaftete die Ackerflächen. In dieser Zeit entstanden auch 45 Eigenheime und fünf Kleingartenanlagen.
Bis zur Neubildung der Einheitsgemeinde Petersberg am 1. Januar 2010 war Morl eine selbständige Gemeinde in der Verwaltungsgemeinschaft Götschetal-Petersberg mit den zugehörigen Ortsteilen Beidersee und Möderau sowie dem Wohnplatz Alaune.
Mariana Friedrich ist seit August 2024 ehrenamtliche Ortsbürgermeisterin der Ortschaft Morl.

## Sehenswürdigkeiten
In der Nähe des Orts befindet sich der Menhir von Morl. Am östlichen Rand Morls befindet sich die in ihrem Kern auf das 13. Jahrhundert zurückgehende St.-Georg-Kirche. Darüber hinaus sind Straßenzüge im Ortskern als Denkmalbereich ausgewiesen.

## Wappen
Blasonierung: „In Gold über schwarzem, mit drei goldenen Wellenfäden belegtem Schildfuß ein querliegender roter Eichenzweig mit drei aufrechten Eicheln zwischen zwei aufrechten Blättern.“
Das Wappen wurde von dem Kommunalheraldiker Frank Jung gestaltet.

## Verkehrsanbindung
Der öffentliche Personennahverkehr wird unter anderem durch den PlusBus des Mitteldeutschen Verkehrsverbund erbracht. Folgende Verbindung führt, betrieben von der Omnibusbetrieb Saalekreis, durch Morl:
- Linie 330: Halle ↔ Morl ↔ Wettin ↔ Nauendorf ↔ Löbejün

Der nächste Bahnhof liegt seit der Stilllegung der über Morl führenden Kleinbahn Wallwitz–Wettin im Nachbarort Wallwitz.
Morl liegt an der Landesstraße L50 von Halle (Saale) nach Könnern. Die Bundesautobahn 14, die von Leipzig nach Magdeburg führt, liegt 3 km nördlich von Morl.

## Persönlichkeiten
In Morl verstarb der Kirchenliedtexter Johann Christian Nehring (1671–1736).